# Mezőszakadát
Mezőszakadát (románul Săcădat) település Romániában, Bihar megyében.

## Fekvése
Nagyváradtól mintegy 10 km-re keletre, Köröskisjenő mellett fekvő település.

## Története
Szakadát Árpád-kori település, nevét már 1257-ben mint a Csanád nemzetség birtokát említették. 1466-ban prelidum Zakadath inter metas p-is Zabolch néven említette egy oklevél.
1508-ban már két Szakadát nevű település is volt egymás közelében: Alsozakadath, és Felsewzakadath. 
1568-ban Thelegdy Miklós és Mihály a székelyek kapitánya, az erdélyi fejedelem törvényszéke előtt pert folytatnak birtokáért. Az 1800-as évek első felében a gróf Haller, a Szepesházy és a Szerdahelyi családok birtoka volt, a 20. század elején pedig Telegdy József és Brüll Lipótné volt birtokosa.
1851-ben Fényes Elek így írt a településről:
oláh falu Bihar vármegyében, Telegdhez 1/2 órányira, 564 óhitü lakossal, anyatemplommal, hegyes-völgyes határral, 30 7/8 urbéri telekkel. Birják gróf. Kornis Károly, Zomborky, özvegy Haller Jánosné, Kovács Imre.
A település a trianoni békeszerződésig Bihar vármegye központi járásához tartozott. 1920-ban Románia része lett. A második bécsi döntés során újra Magyarország része lett, 1944-ben azonban visszakerült Romániához.

## Lakossága
1910-ben 1335 lakosa volt, melyből 1233 román, 101 magyar és 1 fő német volt.
2002-ben 960 fő lakta, ebből 934 román, 20 cigány, 5 magyar és 1 szlovák volt.

## Nevezetességek
- Görögkeleti temploma 1600 körül épült.